# لورا باتريشيا سبينديل

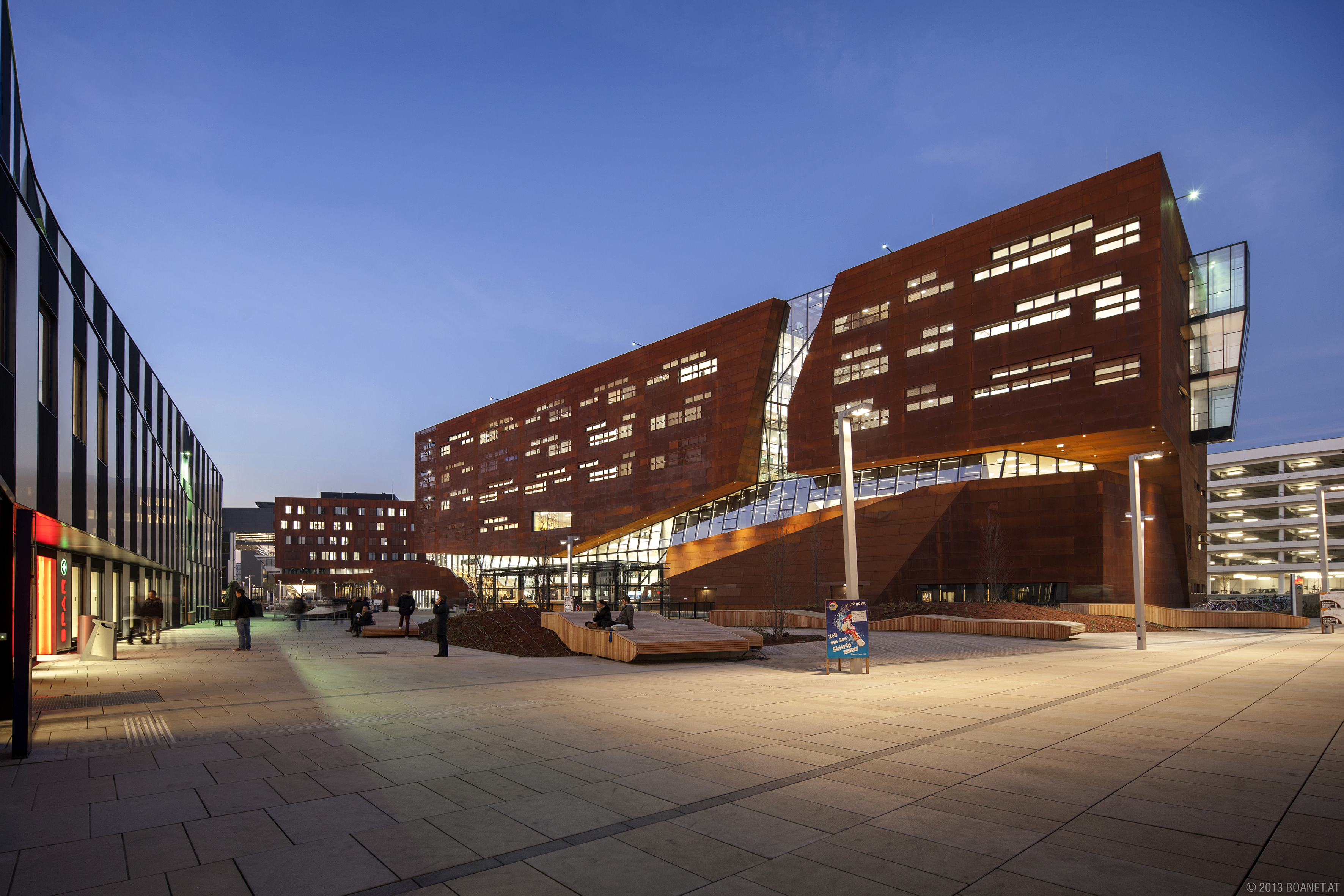
المركز التعليمي كامبس دبل يو يو، من أعمال المهندسة لورا باتريشيا سبينديل مديرة شركة بي يو إس للهندسة والتصميم.

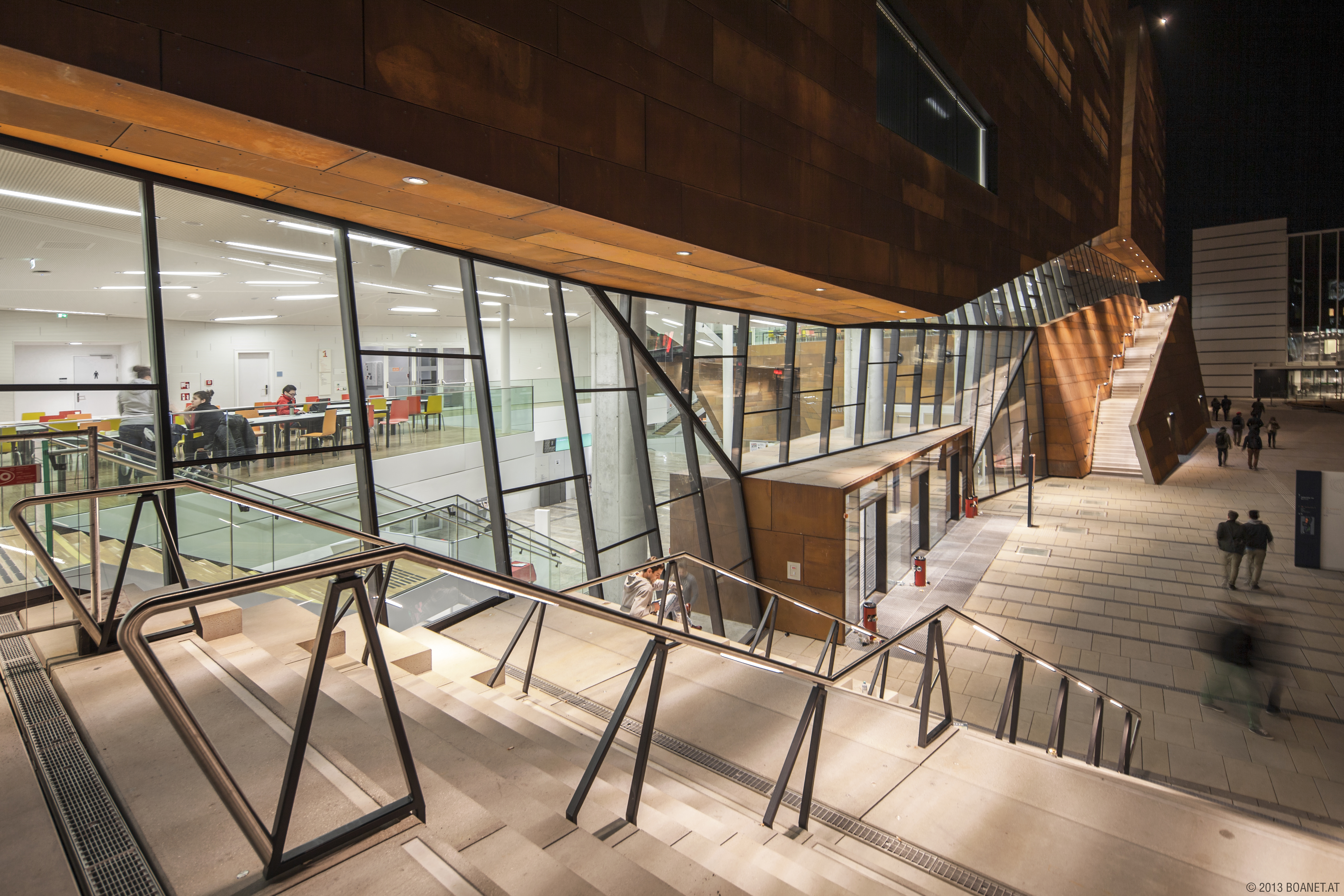
المركز التعليمي كامبس دبل يو يو، من الداخل

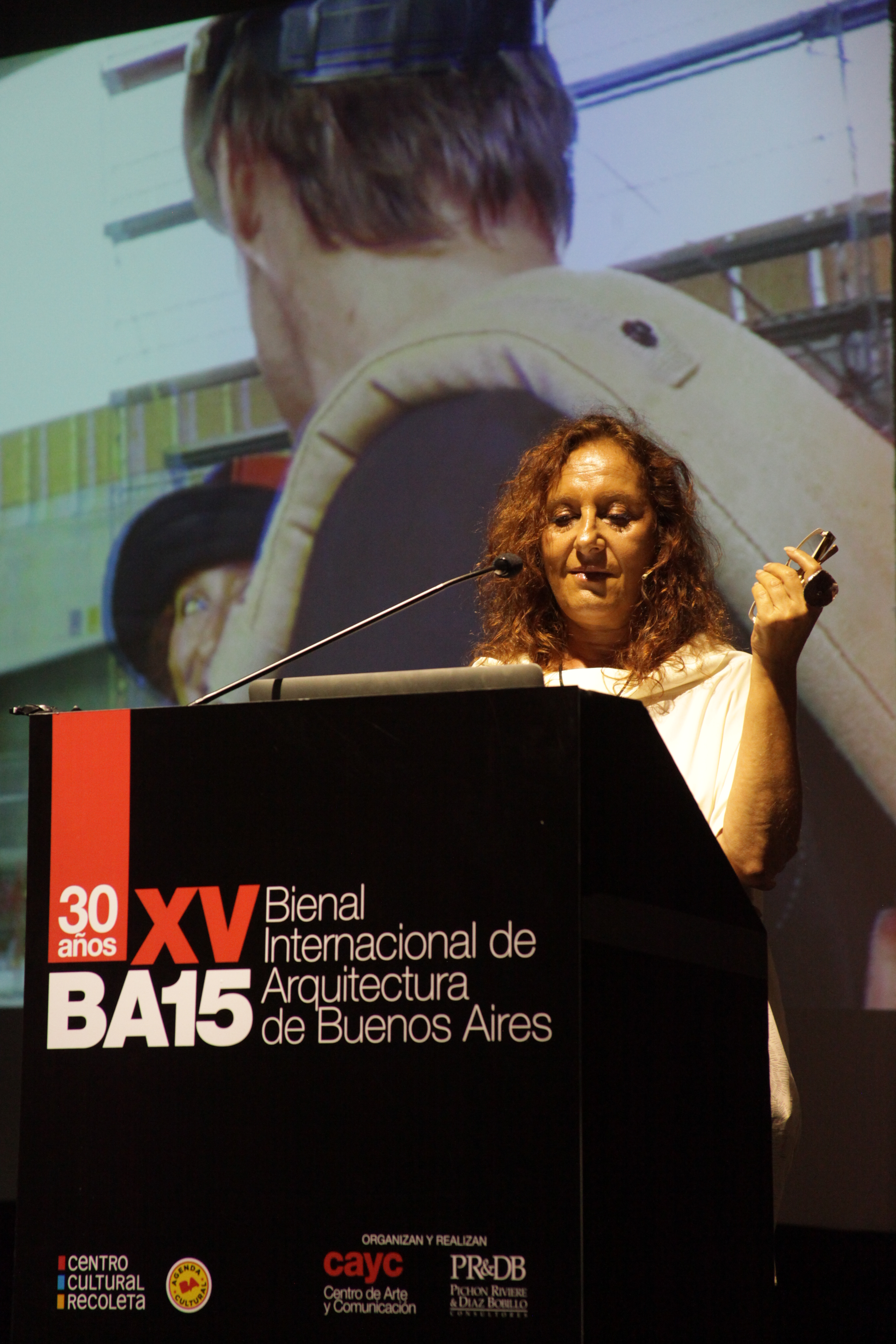
لورا سبينديل- بوينس آيرس

لورا باتريشيا سبينديل (بالإسبانية:Laura Spinadel)، مهندسة معمارية ومديرة شركة بي يو إس وبي أو أي للهندسة والتصميم، وهي أيضا كاتبة ومعلمة أرجنتينية المولد، نمساوية المنشأ حيث عاشت في العاصمة فيينا لأكثر من عشرين سنة. وُلدت لورا باتريشيا في 7 يوليو 1958 في بوينس آيرس، بالأرجنتين. درست الهندسة في جامعة بوينس آيرس حيث تُوِّجت بميدالية ذهبية تكريما لها على تفوُّقها. استطاعت لورا انتزاع لقبٍ دوليٍّ من خلال تصميمها للمدينة المتراصة الخاصة بها، بالإضافة إلى أعمالها في مشروع المركز التعليمي كامبس دبل يو يو.

## جوائز
- جائزة الهندسة المعمارية لمدينة فيينا سنة 2015